# Catharodesmus alegrensis
Catharodesmus alegrensis är en mångfotingart som beskrevs av Filippo Silvestri 1897. Catharodesmus alegrensis ingår i släktet Catharodesmus och familjen Chelodesmidae. Inga underarter finns listade i Catalogue of Life.